# Stazione di Ongagawa
La stazione di Ongagawa (遠賀川駅?, Ongagawa-eki) è una stazione ferroviaria situata nella cittadina di Onga, nella prefettura di Fukuoka in Giappone. La fermata si trova sulla linea principale Kagoshima della JR Kyushu.

## Linee e servizi ferroviari
JR Kyushu
■ Linea principale Kagoshima

## Struttura
La stazione è costituita da un marciapiede laterale e uno a isola con tre binari passanti in superficie. I marciapiedi sono collegati al fabbricato viaggiatori da una passerella sopraelevata. Sono altresì presenti tornelli automatici con supporto alla bigliettazione elettronica Sugoca e biglietteria presenziata.
| 1   | ■ Linea principale Kagoshima |  | per Orio, Kurosaki, Kokura e Mojikō |
| 2-3 | ■ Linea principale Kagoshima |  | per Kashii, Hakata, Tosu e Ōmuta    |

## Stazioni adiacenti
| «                          | Servizio                   | »                          |
| Linea principale Kagoshima | Linea principale Kagoshima | Linea principale Kagoshima |
| -------------------------- | -------------------------- | -------------------------- |
| Mizumaki                   | Locale                     | Ebitsu                     |
| Mizumaki                   | Semirapido                 | Ebitsu                     |
| Il Rapido non ferma ferma  |                            |                            |